# Bříza Ermanova
Bříza Ermanova (Betula ermanii) je druh břízy dorůstající výšky až 25 metrů. Je rozšířena ve východní Asii od Sachalinu až po Koreu. Její vzhled je různý v závislosti na zeměpisné poloze. Koruna je široká, tvořená šikmo vzhůru směřujícími větvemi. Borka se odlupuje v tenkých prstencích odhalujících nové vrstvy růžové, žluté a oranžové.